# IC 1564
IC 1564 ist eine Balken-Spiralgalaxie vom Hubble-Typ SBbc im Sternbild Fische auf der Ekliptik. Sie ist rund 240 Millionen Lichtjahre von der Milchstraße entfernt.
Entdeckt wurde das Objekt am 23. August 1895 von Herbert Howe.